# اندازه ریل

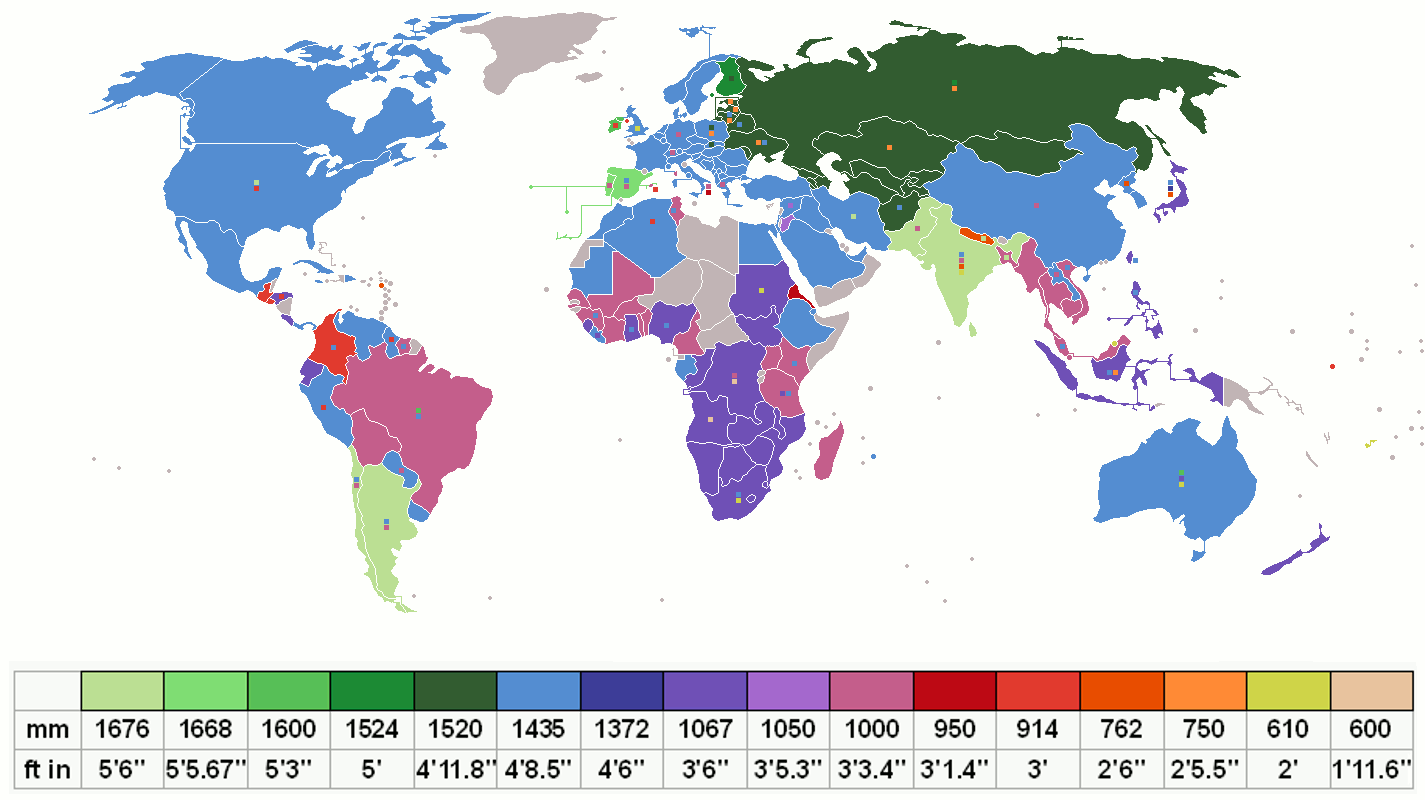
کشورهای جهان بر پایه اندازه ریل راه‌آهن

ریل‌های راه‌آهن در کشورها و مناطق مختلف جهان دارای اندازه‌های مختلفی است که لوکوموتیوها و سایر وسایل نقلیه ریلی بر اساس آن ساخته می‌شوند.
متداول‌ترین اندازه ریل راه‌آهن ریل استاندارد (۱۴۳۵ میلی‌متر) است که در کشورهایی همچون ایران، آمریکا، بریتانیا، اسرائیل، ژاپن و استرالیا از آن استفاده‌ می‌کنند.

## انواع خطوط راه‌آهن بر پایه اندازه
- پانزده اینچ
- ۲ فوت و ۶۰۰ میلی‌متر
- ۷۵۰ میلی‌متر
- بوسنی
- ۲ فوت و شش اینچ
- ۸۰۰ میلی‌متر
- ۳ فوت سوئد
- ۹۰۰ میلی‌متر
- ۳ فوت
- یک متر
- ۳ فوت و ۶ اینچ
- ۴ فوت و ۶ اینچ
- استاندارد (۱٬۴۳۵ میلی‌متر (۴ فوت ۸ ۱⁄۲ اینچ))
- ۵ فوت و ۱۵۲۰ میلی‌متر (روسیه)
- ۵ فوت و ۳ اینچ (ایرلند)
- ایبری (پرتغال و اسپانیا)
- ۵ فوت و ۶ اینچ (هند)
- ۶ فوت
- ۷ فوت

## نگارخانه

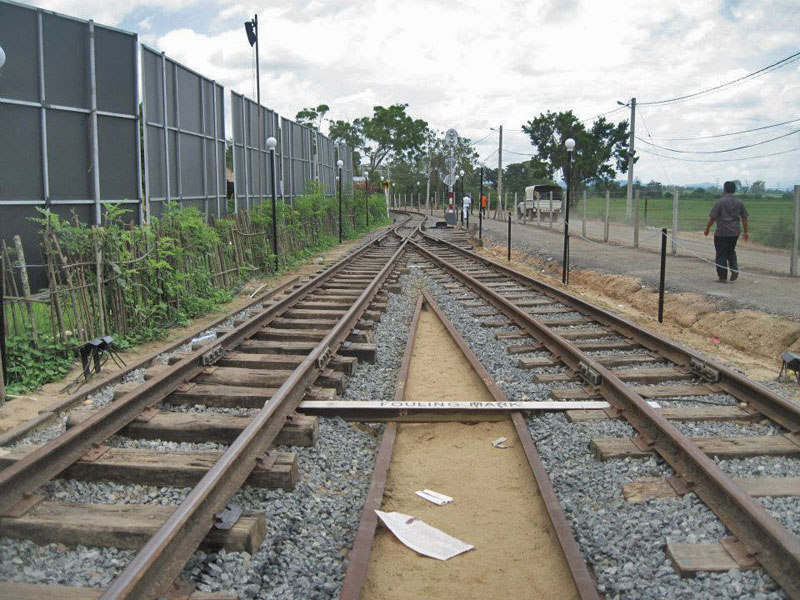
ریل ۷۶۲ میلی‌متر، ۲ فوت و ۶ اینچ
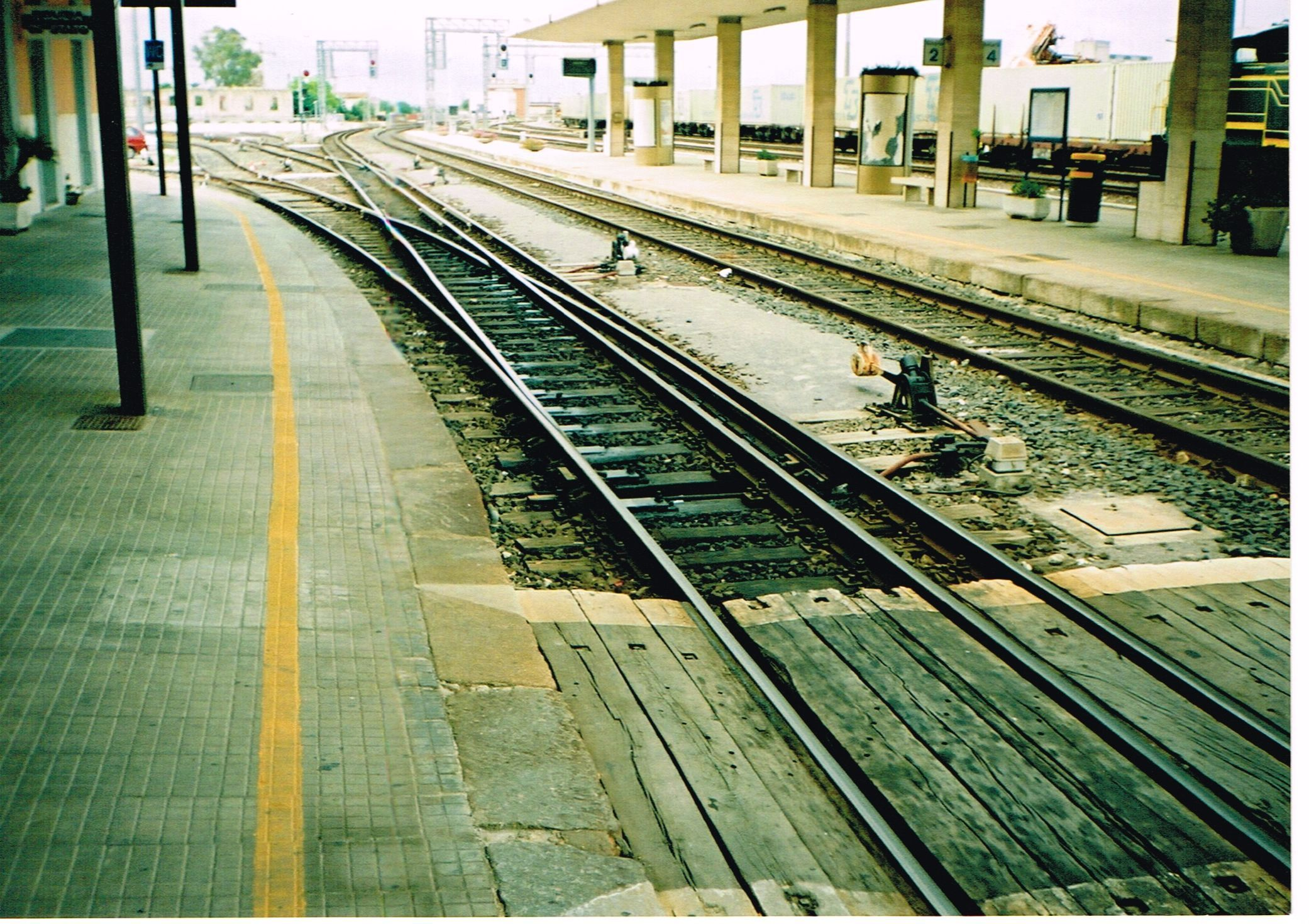
ترکیبی از دو ریل ۱٬۴۳۵ میلی‌متر (۴ فوت ۸ ۱⁄۲ اینچ) و ۹۵۰ میلی‌متر (۳ فوت ۱ ۳⁄۸ اینچ)
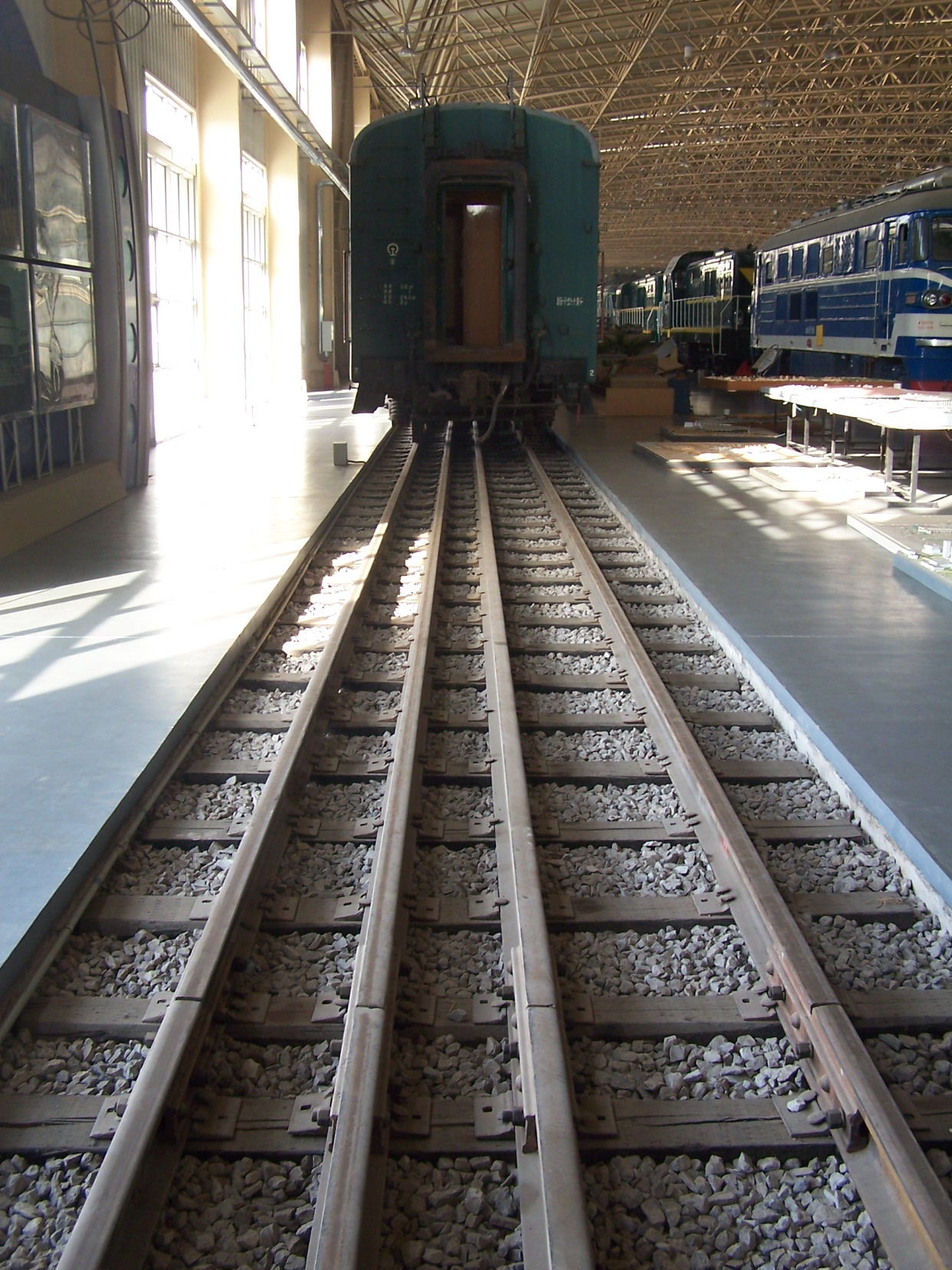
چند ریل مختلف، از سمت چپ ۱٬۴۳۵ میلی‌متر (۴ فوت ۸ ۱⁄۲ اینچ), ۱٬۰۰۰ میلی‌متر (۳ فوت ۳ ۳⁄۸ اینچ), و ۶۰۰ میلی‌متر (۱ فوت ۱۱ ۵⁄۸ اینچ)